# Ochsengraben (Kienbach)
Der Ochsengraben ist ein Bach im Bayerischen Alpenvorland in der Gemeinde Andechs im Landkreis Starnberg. Er ist etwa 1,7 Kilometer lang und mündet in den Kienbach, einen Zufluss des Ammersees.

## Verlauf

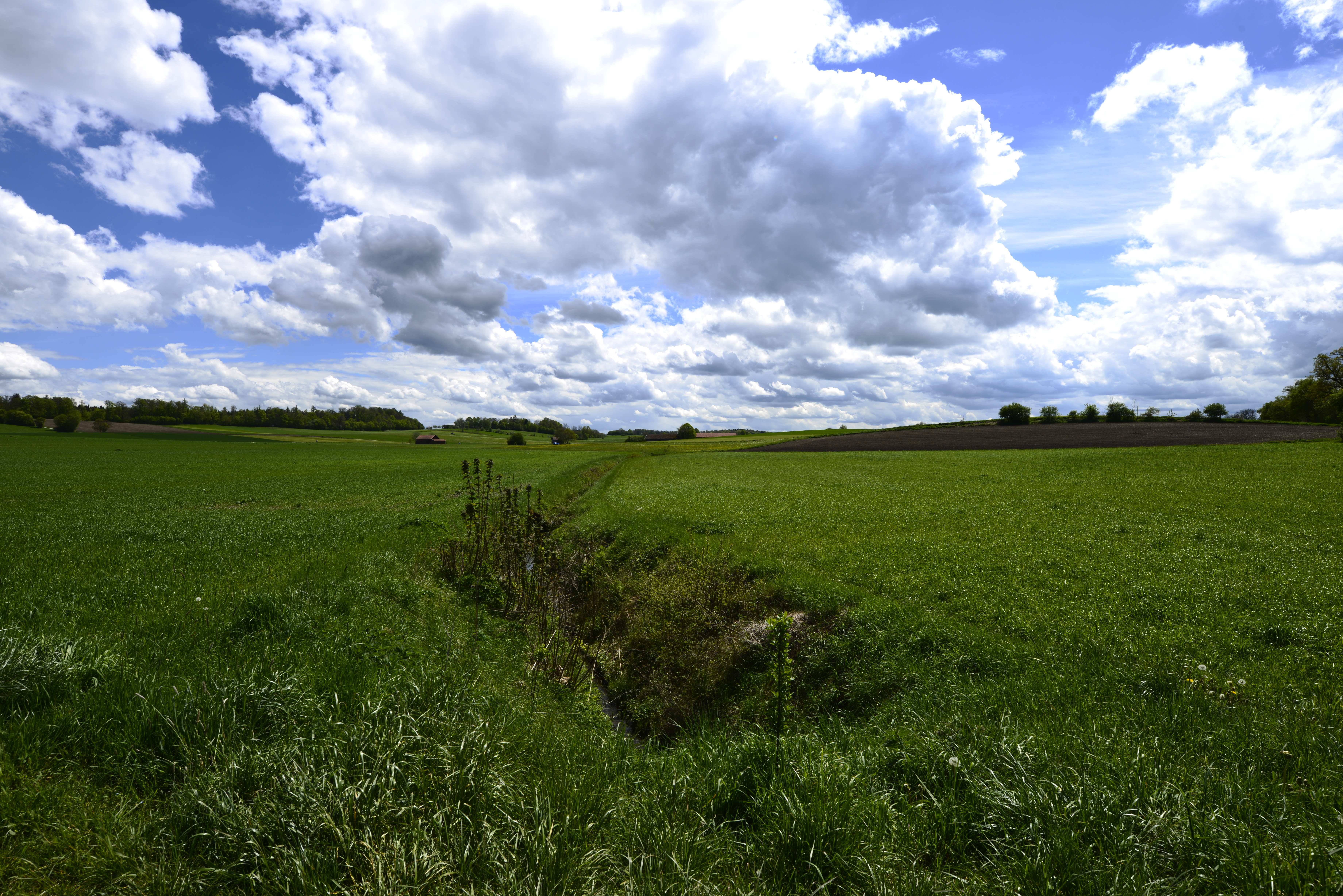
Ochsengraben nahe der Quelle

Der Ochsengraben entspringt im Endermoos etwa 600 Meter östlich von Kloster Andechs auf einer Höhe von 675 m ü. NHN. Er fließt im Wesentlichen in Richtung Nordnordwest. Nach etwa 600 Metern beginnt er, sich immer tiefer in die Umgebung einzuschneiden. Die von ihm gebildete Schlucht führt westlich an dem Bergrücken vorbei, auf dem der Burgstall Andechs liegt. An dessen Nordende wendet sich der Bach nach Nordwesten und mündet auf einer Höhe von 588 m ü. NHN von rechts in den Kienbach.